# Туніська протока
Туніська протока або Сицилійська протока — протока між Сицилією і півостровом Бон (на терені Тунісу). Приблизно 160 км завширшки і приймається за умовну межу Східного та Західного Середземномор'я.
Глибина протоки досягає 316 метрів. Глибинні течії прямують зі сходу на захід, а поверхні рухаються в протилежному напрямку. Незвичайний потік води становить інтерес для океанографів.
Посередині протоки розташований острів Пантеллерія, що знаходиться під італійською юрисдикцією.

## Назви
- англ. Sicilian Strait, Sicilian Channel, Channel of Sicily, Sicilian Narrows або Pantelleria Channel
- італ. Canale di Sicilia або Stretto di Sicilia
- сиц. Canali di Sicilia або Strittu di Sicilia
- фр. canal du cap Bon або canal de Kélibia